# Barou-en-Auge
Barou-en-Auge ist eine französische Gemeinde mit 64 Einwohnern (Stand: 1. Januar 2022) im Département Calvados in der Region Normandie. Sie gehört zum Arrondissement Caen und zum Kanton Falaise. Die Einwohner werden als Conias bezeichnet.

## Geografie
Barou-en-Auge liegt sowohl an der Grenze zur Ebene von Falaise als auch zum Pays d’Auge. Etwa 10 km südöstlich der Gemeinde befindet sich Falaise. Umgeben wird Barou-en-Auge von Louvagny im Norden, Saint-Pierre-en-Auge mit Vaudeloges im Nordosten und Osten, Norrey-en-Auge im Südosten und Süden, Beaumais im Südwesten, Morteaux-Coulibœuf im Westen sowie Vicques in nordwestlicher Richtung.

## Bevölkerungsentwicklung
| Jahr                             | 1793 | 1836 | 1876 | 1926 | 1946 | 1968 | 1990 | 2008 | 2016 |
| Einwohner                        | 285  | 226  | 158  | 118  | 126  | 100  | 72   | 91   | 81   |
| Quelle: Cassini, EHESS und INSEE |      |      |      |      |      |      |      |      |      |

## Sehenswürdigkeiten
- Pfarrkirche Saint-Martin aus dem 13. Jahrhundert, Monument historique
- Fachwerkhaus aus dem 16. Jahrhundert, Monument historique
- Gebäude aus dem 16. bis 19. Jahrhundert

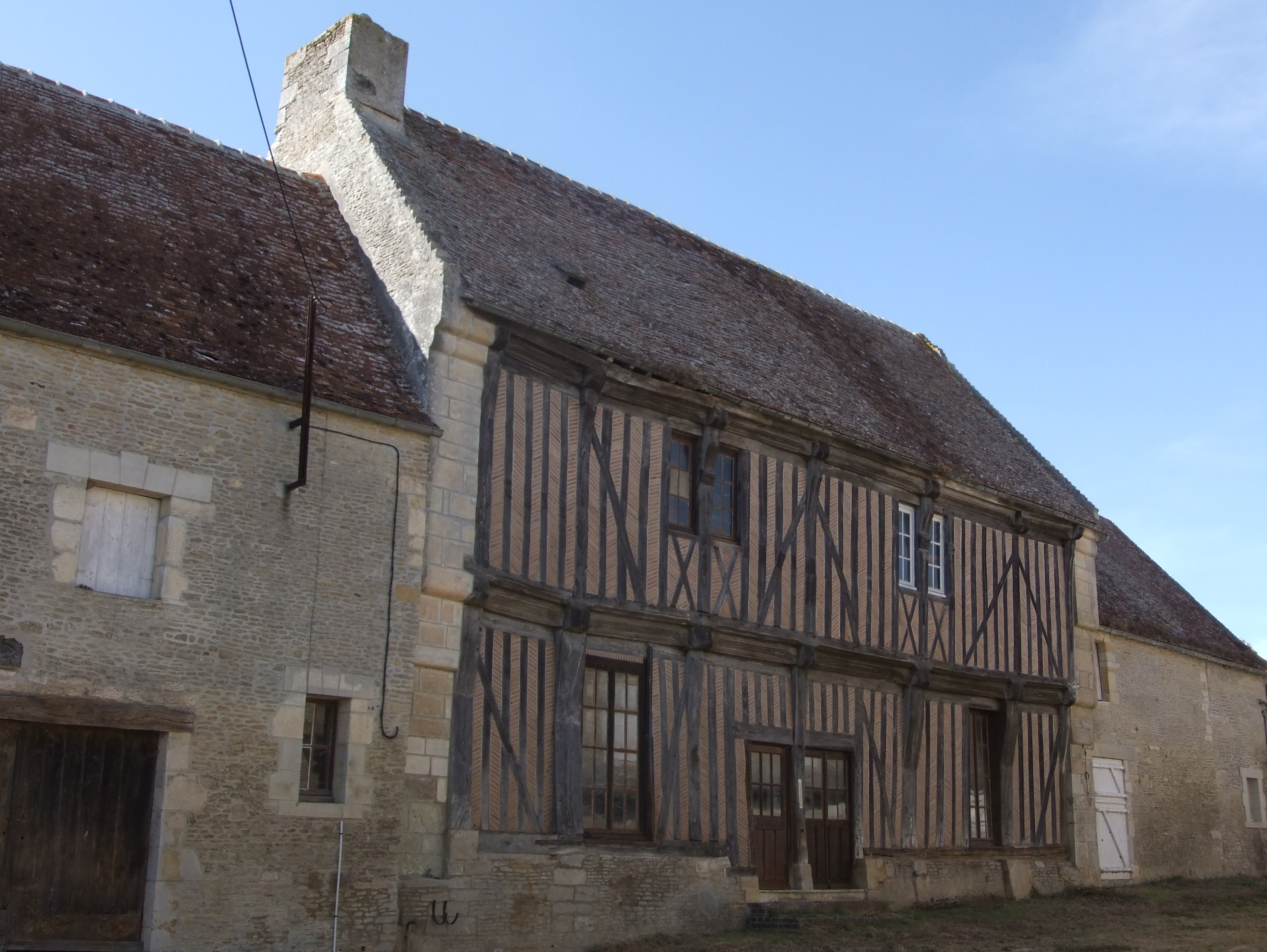
Holzfachwerk in Barou-en-Auge